# Pseudépigraphe (Nouveau Testament)
Pour les articles homonymes, voir Pseudépigraphe.

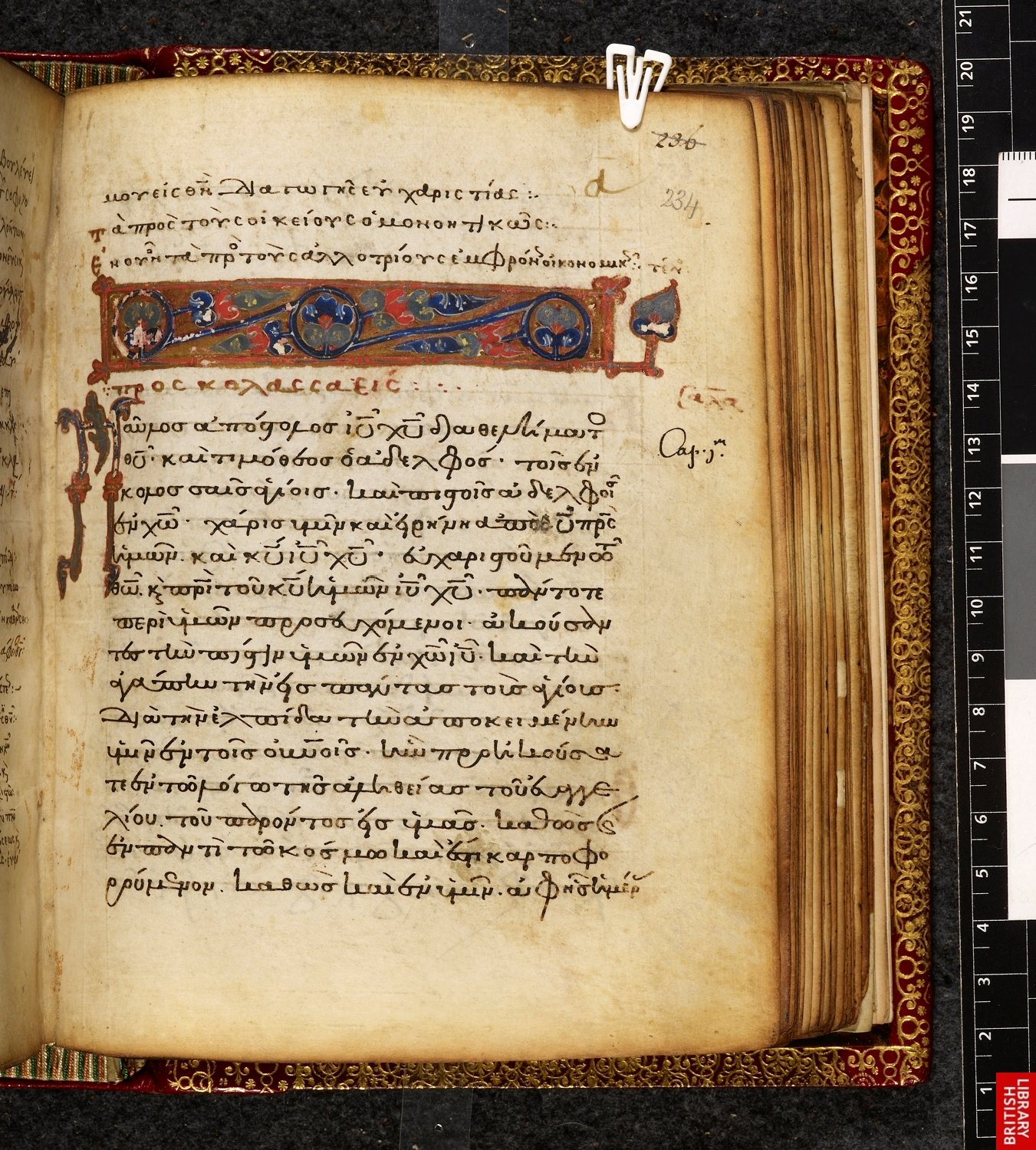
Première page de l'Épître aux Colossiens, Codex Harleianus.

Plusieurs livres du Nouveau Testament sont considérés comme pseudépigraphes par les chercheurs : 6 des 13 Épîtres pauliniennes, les Épîtres catholiques ainsi que les évangiles selon Matthieu et selon Jean. Ces deux derniers textes ont longtemps été attribués par la tradition chrétienne aux apôtres Matthieu et Jean, thèse qui n'est plus retenue par les historiens,,..

## Présentation
La pseudépigraphie est un procédé par lequel on écrit un livre sous un nom d'emprunt, en général celui d'un personnage important. Cette pratique répandue dans l'Antiquité permet de placer le texte sous l'autorité du personnage mentionné.

## Épîtres pauliniennes

### Authenticité
Treize Épîtres de Paul sont explicitement attribuées à Paul de Tarse, mais seules sept d'entre elles sont jugées authentiques par le consensus historien, c'est-à-dire, précise François Vouga, « ayant été dictées et envoyées personnellement par l'apôtre ». Il s'agit de Rm, 1 Co, 2 Co, Ga, Ph, 1 Th et Phm, qui portent chez les spécialistes le nom de « proto-pauliniennes ». Le terme d'« authentiques » risque toutefois de prêter à confusion dans la mesure où il disqualifie a contrario les six lettres dites « inauthentiques », qui sont néanmoins l'œuvre de disciples de Paul, se réclament de lui et « se situent aussi bien dans son sillage que sous son autorité ».

### Les pseudépigraphes
Six lettres sont considérées comme pseudépigraphes.
- Les 3 « épîtres deutéro-pauliniennes », rédigées par des proches de Paul appartenant à la première génération de ses disciples :
  - Épître aux Colossiens (Col). Date et lieu probables : vers 80, Rome[6],[7].
  - Épître aux Éphésiens (Ép). Date probable : années 90[8].
  - Deuxième épître aux Thessaloniciens (2 Th).
- Les 3 « épîtres pastorales » ou « trito-pauliniennes », écrites par des disciples plus tardifs[9] :
  - Première épître à Timothée (1 Tm). Date probable : fin du Ier siècle[10].
  - Deuxième épître à Timothée (2 Tm). Date probable : fin du Ier siècle[11].
  - Épître à Tite (Tt). Date probable : fin du Ier siècle[12].

## Épîtres catholiques
Précédant immédiatement les Épîtres catholiques proprement dites, l'Épître aux Hébreux ne correspond pas à la définition de la pseudépigraphie puisqu'elle ne comporte pas de nom d'auteur. Elle semble dater de 86-96 et provenir des milieux hellénistes de Palestine.
Sont considérées comme pseudépigraphes :
- Épître de Jacques (Jc). Date et lieu probables : 80-90, peut-être Palestine[13].
- Première épître de Pierre (1 P). Épigraphe possible et date incertaine[13].
- Deuxième épître de Pierre (2 P). Date probable : v. 125. Possible réédition de Jude[13].
- Première épître de Jean (1 Jn). Date probable : v. 90. Postérieure à 2 Jn et à 3 Jn[13].
- Deuxième épître de Jean (2 Jn) Date incertaine, Asie[13].
- Troisième épître de Jean (3 Jn) Date incertaine, Asie[13].
- Épître de Jude (Jude). Date et lieu probables : v. 90, peut-être Palestine[13].